# Pseudocometes basalis
Pseudocometes basalis là một loài bọ cánh cứng trong họ Cerambycidae.